# Bathypogon fulvus
Bathypogon fulvus là một loài ruồi trong họ Asilidae. Bathypogon fulvus được Hull miêu tả năm 1956. Loài này phân bố ở miền Australasia.